# Austrogomphus bifurcatus
Austrogomphus bifurcatus là loài chuồn chuồn trong họ Gomphidae. Loài này được Tillyard mô tả khoa học đầu tiên năm 1909.